# Sefer haTemunah
Sefer Ha/haTemunah (in ebraico ספר התמונה‎? - lett. "Libro della Figura", cioè la forma delle lettere ebraiche) è un testo cabalistico del XIII secolo. Viene citato in molte fonti halakhiche.

## Origini

Albero della Vita cabalistico con le 10 Sephirot e le 22 lettere ebraiche

Il Sefer HaTemunah fu probabilmente scritto anonimamente nel XIII o XIV secolo, ma viene attribuito pseudoepigraficamente a Nehunya ben HaKanah e a Rabbi Ishmael, tannaim del I e II secolo. Secondo il Catalogo della Biblioteca Vaticana dei Manoscritti Ebraici, l'opera fu composta negli anni 1270. La prima edizione esistente fu pubblicata nella città di Korets, allora in Polonia, nel 1784. Egidio da Viterbo, cardinale del XV secolo, venne influenzato dal Sefer HaTemunah, come si può constatare dai suoi scritti Scechina (circa 1530), che guarda in ottica cristiana tutta la letteratura cabalistica, e Libellus de litteris sanctis (1517), sul significato recondito delle lettere dell'alfabeto ebraico.

## Concetti

### Cicli sabbatici ed età dell'universo
Uno dei concetti principali del Sefer HaTemunah è quello della connessione dell'anno sabbatico (ebraico: shemittah) con le Sephirot e la creazione di mondi multipli. L'autore di Sefer HaTemunah credeva che i mondi sono creati e distrutti, supportando questa teoria con una citazione del Midrash, "Dio creò universi e li distrugge." Il Talmud (Sanhedrin 97a) afferma che "per seimila anni il mondo esisterà e per mille anni [il settimo millennio] sarà desolato". Sefer HaTemunah asserisce che questo ciclo di 7000 anni è equivalente ad un ciclo sabbatico. Poiché ci sono sette tali cicli ogni Giubileo ebraico, l'autore conclude che il "Mondo" esisterà per 49.000 anni.
Secondo certe fonti, l'autore di Sefer HaTemunah credeva che il mondo fosse correntemente al secondo ciclo sabbatico, corrispondente a Ghevurah (Gravità), che cade tra i cicli di Chesed (Benevolenza) e Tiferet (bellezza). Sefer HaTemunah offre una descrizione del ciclo shmita finale, Malkuth (Regno), come "distintamente utopico" in carattere. Ciò potrebbe spiegare perché il libro venisse ampiamente adottato dai cabalisti.
Alcuni sostengono che i cicli sabbatici in Sefer haTemunah possono essere usati come base per calcolare l'età dell'universo. Mentre Sefer haTemunah vede il mondo come se esistesse nel secondo ciclo, altri dicono che sia nel settimo ciclo. Se fosse così, Adamo fu creato quando l'universo aveva 42.000 anni, e sei mondi furono creati e distrutti prima della creazione di Adamo. Questa tesi fu proposta da Rabbi Isaac ben Samuel di Acri, cabalista del XIII secolo, che disse che, quando si calcola l'età dell'universo, si devono usare gli anni divini invece di quelli fisici.
Interpretando i testi di Sefer HaTemunah e del Midrash, Isaac ben Samuel di Acri calcolò l'età dell'universo a 15.340.500.000 anni. Il suo ragionamento era il seguente: siccome il Midrash afferma "mille anni ai tuoi occhi sono soltanto uno ieri" (Salmi 90:4 - Ai tuoi occhi, mille anni sono come il giorno di ieri che è passato, come un turno di veglia nella notte); un anno fisico contiene 365 ¼ giorni che, se moltiplicati per 1000 dà la lunghezza di un anno divino in valore di 365.250 anni fisici; se stiamo vivendo nell'ultimo settimo ciclo sabbatico, ciò significherebbe che la creazione come descritta nella Bibbia avvenne 42.000 anni divini fa; per convertire questa cifra in anni fisici, la si deve moltiplicare per 365.250, che fornisce un risultato di 15.340.500.000 anni.
Nel 1993, Rabbi Aryeh Kaplan ha scritto che il Big Bang avvenne "approssimativamente 15 miliardi di anni fa", asserendo che questa è "la stessa conclusione" dei cabalisti del XIII secolo. Secondo una stima del 2013 del progetto Planck dell'Agenzia Spaziale Europea (ESA), l'età dell'universo è 13,798 ± 0,037 miliardi di anni.
Kaplan collega il Sefer HaTemunah anche all'idea che gli insegnamenti della Torah sono compatibili con altre aree della scienza moderna. Secondo Kaplan, gli ebrei ortodossi spesso contestano i ritrovamenti della paleontologia e geologia in quanto si oppongono ai concetti della Torah. Tuttavia, in un saggio "estremamente controverso", il rabbino tedesco Israel Lipschitz (1782–1860) cita i testi di Abraham ibn ‛Ezra, Nahmanide e Bahya ibn Paquda per sostenere la conclusione opposta: "Guardate come gli insegnamenti della nostra Torah vengono vendicati dalle moderne scoperte." Lipschitz scrisse che i fossili di Mammuthus e di dinosauri rappresentano precedenti cicli sabbatici nei quali gli esseri umani e altri esseri vivevano in universi prima di Adamo, e che l'Himalaya si formò durante un grande sconvolgimento, uno degli sconvolgimenti menzionati sul Sefer HaTemunah.

### Lettera mancante

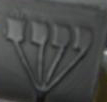
Lettera Šin a quattro punte impressa su una scatola di tefillin

Le lettere ebraiche sono investite di significati speciali nell'ebraismo in generale, ma nella Cabala ancora di più. Il potere creativo delle lettere è particolarmente evidente nello Sefer Yetzirah (Libro della creazione, in ebraico), un testo mistico che racconta la storia della creazione basandosi sulle lettere dell'alfabeto ebraico, una storia che differisce grandemente da quella del Libro della Genesi. La potenza creativa delle lettere viene esplorata anche nel Talmud e nello Zohar.
Nella Cabala ebraica, ogni shemittah (ciclo sabbatico) corrisponde ad una sephirot emotiva individuale (le sette Sephirot inferiori - cioè, da Chessed a Malchut - chiamate middot). Lo studioso del XIII secolo Nahmanide asseriva che si poteva leggere la Torah in maniera differente con differente pronuncia e divisioni lessicali. Basandosi su questa idea, l'autore di Sefer HaTemunah asserì che la Torah è letta in modo differente durante ogni Shmita. L'autore sostiene inoltre che una lettera ebraica manca del tutto dalla Torah e verrà rivelata solo quando il mondo si sposterà nella sefirah successiva.
Secondo Lawrence Kushner, autore di The Book of Letters: A Mystical Alef-Bait (Libro delle lettere: un alef-bait mistico), Sefer HaTemunah insegna che "ogni difetto nel nostro unhiverso attuale è misteriosamente connesso con questa consonante inimmaginabile", e appena la lettera mancante ci verrà data, il nostro universo si riempirà di nuove parole "inimmaginabili", le parole che trasformeranno la repressione in amore.
Kushner afferma che la lettera Šin (ש) è di interesse speciale. La lettera Šin che appare sul piccolo cubo contenente i tefillin ha quattro punte invece delle solite tre standard. Alcuni filologi sostengono che questa è la lettera mancante: secondo questi studiosi, la futura rivelazione del nome e pronuncia di questa lettera sarà ciò che riparerà l'universo.

## Interpretazione degliShmitotcosmici nella Cabala
Dalla fioritura medievale della Cabala in poi, si è cercato di sistematizzare i suoi diversi insegnamenti, specialmente i commentari sull'immaginario sfuggente dello Zohar. La Safed del XVI secolo vide la realizzazione di questo obiettivo in due versioni normative complete di teosofia cabbalistica: lo schema lineare quasi-razionale di Moses Cordovero, seguito dallo schema dinamico suprarazionale di Isaac Luria che lo sostituì. La loro visione della dottrina precedente tratta dal Sefer HaTemunah, dei precedenti cicli cosmici shmita prima del nostro, era che i cicli anteriori si riferiscono a processi spirituali, non a creazioni reali; il nostro universo è la prima creazione fisica.